# Бояновка (Черновицкая область)
Бояновка (укр. Боянівка) — село в Боянской сельской общине Черновицкого района Черновицкой области Украины.
Население по переписи 2024 года составляло 349 человека. Почтовый индекс — 60321. Телефонный код — 3733. Код КОАТУУ — 7323085703.

## История
В 1946 г. Указом ПВС УССР село Коту-Боян переименовано в Бояновка.
До 2020 года входило в Новоселицкий район